# Xã Clearwater, Quận Wright, Minnesota
Xã Clearwater (tiếng Anh: Clearwater Township) là một xã thuộc quận Wright, tiểu bang Minnesota, Hoa Kỳ. Năm 2010, dân số của xã này là 1.306 người.